# توجامو
ماتیاس ریشتر (آلمانی: Matthias Richter; تلفظ آلمانی: [maˈti:as ʀɪçtɐ]؛ زادهٔ ۱۸ ژانویهٔ ۱۹۸۸) که بیشتر با نام هنری توجامو (انگلیسی: Tujamo) شناخته می‌شود، تهیه‌کنندهٔ موسیقی و دی‌جی آلمانی موسیقی الکترو هاوس است. توجامو به‌همراه پلستیک فانک و اسنیکبو تک‌آهنگ «دکتر هو!» را منتشر کردنده‌اند که در جدول تک‌آهنگ‌های بریتانیا در رتبهٔ ۲۱ قرار گرفت. او همچنین به‌همراه استیو آئوکی و کریس لیک، تک‌آهنگ موفق «بی‌استخوان» را منتشر کرد که در رتبهٔ ۴۹ جدول تک‌آهنگ‌های آلمان و رتبهٔ ۴۲ جدول تک‌آهنگ‌های اتریش قرار گرفت.

## پیش‌زمینه

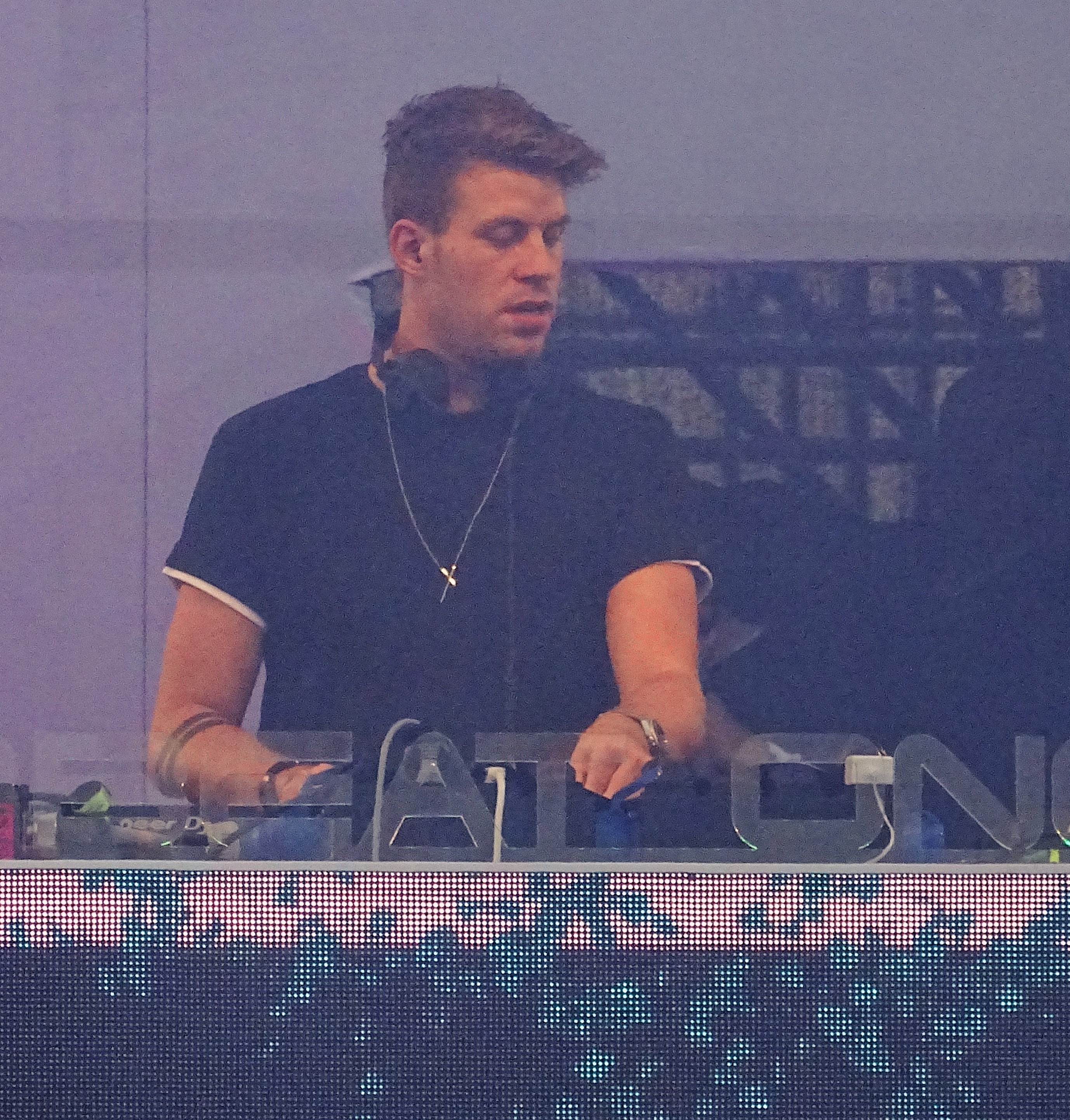
توجامو در حال اجرا در ایربیت وان ۲۰۱۷

توجامو در سال ۱۹۸۸ با نام ماتیاس ریشتر در دتمولد، نوردراین-وستفالن به دنیا آمد. او دی‌جی در ۱۷ سالگی آغاز کرد و در سال ۲۰۰۶ در یک مسابقهٔ استعدادیابی به میزبانی کلاب ایندکس در شوترتوف شرکت کرد و برنده شد و به دی‌جی ثابت آن کلاب تبدیل شد. او در همان سال شروع به استفاده از نام توجامو کرد و نخستین تک‌آهنگ خود را با نام «مومباسا» در سال ۲۰۱۱منتشر کرد. اولین اثر موفق او «هو» نام داشت که نخستین بار در سال ۲۰۱۱ با همکاری پلستیک فانک، که او نیز آلمانی بود، تولید و منتشر شد. این اثر در باشگاه هاوس کنفرانس موسیقی زمستانی به یک موفقیت بزرگ تبدیل شد. در سال ۲۰۱۴، تک‌آهنگ او با نام «بی‌استخوان» که با همکاری استیو آئوکی و کریس لیک منتشر شد، رتبهٔ ۴۹ جدول تک‌آهنگ‌های آلمان و رتبهٔ ۴۲ جدول تک‌آهنگ‌های هلند را به خود اختصاص داد. در همان سال، او تک‌آهنگ «هو» را تحت عنوان «دکتر هو!» با آواز اسنیکبو، خوانندهٔ رپ بریتانیایی، بازسازی کرد که در رتبهٔ ۲۱ جدول تک‌آهنگ‌های بریتانیا قرار گرفت و مورد تحسین آویچی، تییستو، فده له گراند و استیو آئوکی نیز قرار گرفت. او همچنین آهنگ‌هایی از باب سینکلار، پیتر گلدربلوم و وینتر گوردون را ریمیکس کرده‌است و در سراسر آلمان و در سطح جهان از جمله آمریکای جنوبی، ترکیه، برزیل و روسیه نیز اجرا کرده‌است. برخی از تک‌آهنگ‌های دیگر او عبارتند از: «چطور پیش می‌ریم»، «کل شب انجامش بده»، «بازگشت به تو» و نسخه بازخوانی‌شده‌ای از «نین مان» اثر لیزرکرافت ۳دی.

## بیت‌پورت
در سال ۲۰۱۹، توجامو به‌عنوان پرفروش‌ترین هنرمند ژانر الکترو هاوس در بیت‌پورت شناخته شد.

## جوایز و نامزدی‌ها

### ۱۰۰ دی‌جی برتر
| سال  | رتبه |
| ---- | ---- |
| ۲۰۱۵ | ۹۵   |
| ۲۰۱۶ | ۷۸   |
| ۲۰۱۷ | ۴۶   |
| ۲۰۱۸ | ۴۶   |
| ۲۰۱۹ | ۴۳   |
| ۲۰۲۰ | ۴۰   |
| ۲۰۲۱ | ۳۶   |
| ۲۰۲۲ | ۳۵   |